# Albrecht Wettin (arcybiskup Moguncji)
Albrecht (ur. 1467 r., zm. 1 maja 1484 r.) – arcybiskup Moguncji od 1482, z dynastii Wettinów.
Był synem księcia–elektora saskiego Ernesta Wettina i Elżbiety, córki księcia bawarskiego Albrechta III. Od dzieciństwa był przeznaczony do stanu duchownego i szybko zaczął karierę – już jako chłopiec został kanonikiem w Moguncji. W 1479 r. powierzone mu zostały rządy w imieniu arcybiskupa mogunckiego w Erfurcie. W 1482 r. dzięki zabiegom swego ojca został wybrany na stanowisko arcybiskupa Moguncji, jednak z powodu młodego wieku nie mógł być wyświęcony. Zmarł zanim to nastąpiło.